# Meus Prêmios Nick de Artista de TV Feminina
O Meus Prêmios Nick de Artista de TV Feminina (anteriormente Atriz Favorita) é um dos prêmios oferecidos durante a realização do Meus Prêmios Nick, exibido anualmente pelo canal Nickelodeon, destinado à melhor artista feminina da televisão.

## Vencedoras
| Ano  | Vencedora                        | Novela                           |
| ---- | -------------------------------- | -------------------------------- |
| 2002 | Giovanna Antonelli               | O Clone                          |
| 2003 | Carolina Dieckmann               | Mulheres Apaixonadas             |
| 2004 | Deborah Secco                    | Celebridade                      |
| 2005 | Juliana Silveira                 | Floribella                       |
| 2006 | Mariana Ximenes                  | Cobras & Lagartos                |
| 2007 | Taís Araújo                      | Cobras & Lagartos                |
| 2008 | Ísis Valverde                    | Beleza Pura                      |
| 2009 | Patrícia Pillar                  | A Favorita                       |
| 2010 | María Gabriela de Faría          | Isa TK+                          |
| 2011 | Sophia Abrahão                   | Rebelde                          |
| 2012 | Isabella Castillo                | Grachi                           |
| 2013 | Giovanna Antonelli               | Salve Jorge                      |
| 2014 | Tatá Werneck                     | Amor à Vida                      |
| 2015 | A categoria não foi apresentada. | A categoria não foi apresentada. |
| 2016 | A categoria não foi apresentada. | A categoria não foi apresentada. |
| 2017 | A categoria não foi apresentada. | A categoria não foi apresentada. |
| 2018 | A categoria não foi apresentada. | A categoria não foi apresentada. |
| 2019 | Marina Ruy Barbosa               | Marina Ruy Barbosa               |
| 2020 | Marina Ruy Barbosa               | Marina Ruy Barbosa               |
| 2021 | Tatá Werneck                     | Tatá Werneck                     |